# Kurska oblast
Kurska oblast (rus. Курская область) je federalna oblast u Rusiji. Administrativni centar je grad Kursk.

## Zemljopis
Zauzima južne padine srednjoruske visoravni. Površina je brežuljkasta i ispresijecana usjeklinama. Središnji dio oblasti je uzdignutiji od doline rijeke Sejm na zapadu. Prosječna nadmorska visina je 177-225 m, a greben Timsko-Ščigrinskij sadrži najvišu točku na 288 m iznad razine mora. Nizak reljef, blage padine i blage zime čine područje pogodnim za poljodjelstvo, a velik dio šume je iskrčen. Černozemna tla pokrivaju oko 70% područja oblasti, a podsolna tla 26%; černozem je među najboljim tlima za poljoprivredu, a podsol među najgorima.

## Povijest
Bitka kod Kurska (5. srpnja - 23. kolovoza 1943.) vođena je između sovjetskih i njemačkih snaga tijekom ljeta 1943. godine. To je najveća tenkovska bitka u povijesti ratovanja i najznačajnija saveznička pobjeda tijekom 1943. godine.
Bitka u Kurskoj oblasti 2024. započela je 6. kolovoza 2024., tijekom Rusko-ukrajinskoga rata, kada su Oružane snage Ukrajine prešle rusko-ukrajinsku granicu i započele vojne operacije na teritoriju Kurske oblasti.

## Vanjske poveznice
- (rus.) Službene stranice  Arhivirana inačica izvorne stranice od 15. prosinca 2005. (Wayback Machine)